# Bois de la Cambre
Il Bois de la Cambre (Ter Kamerenbos in olandese) è un parco pubblico di Bruxelles.

## Storia

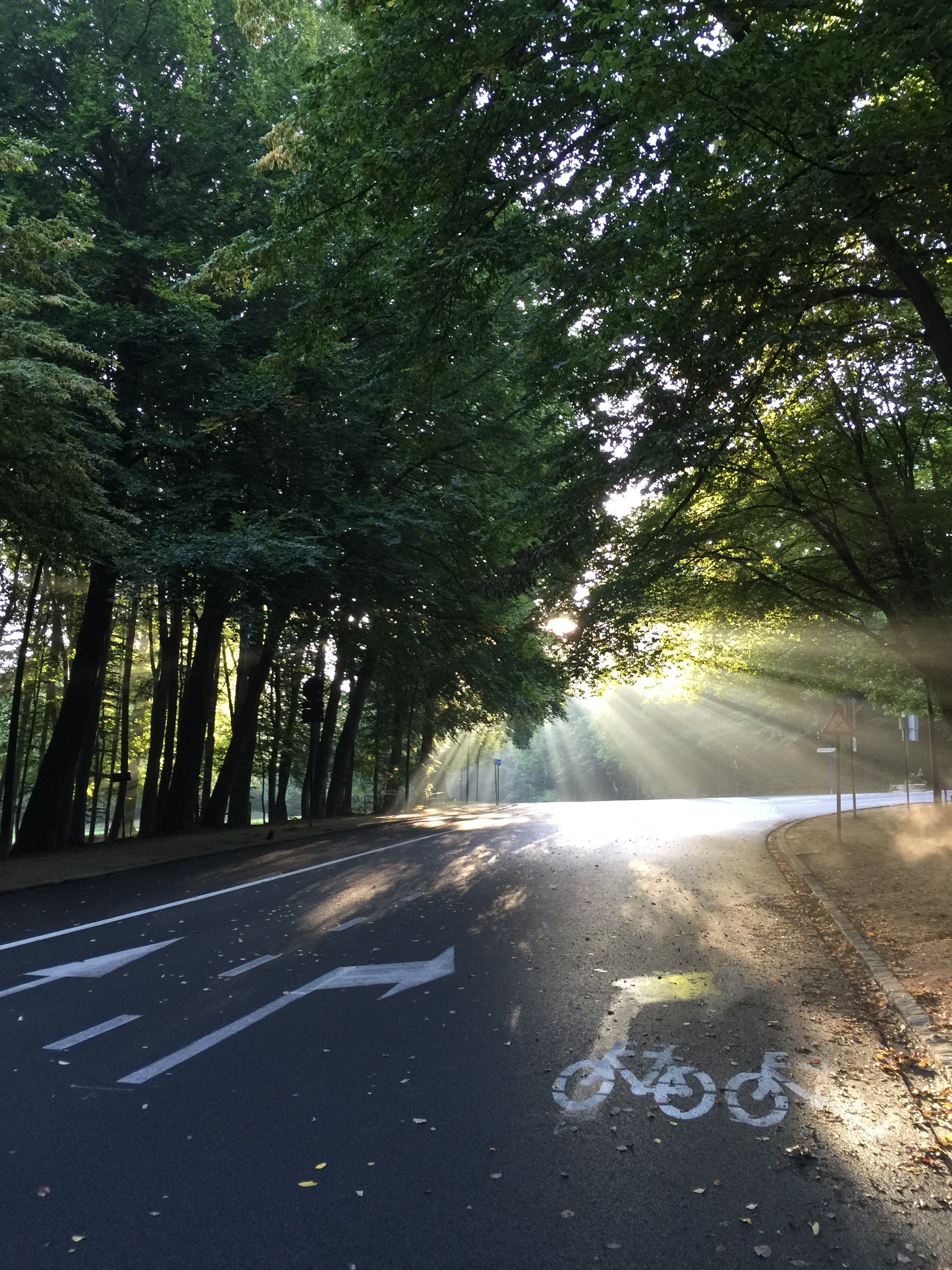
Il Bois de la Cambre senza automobili.

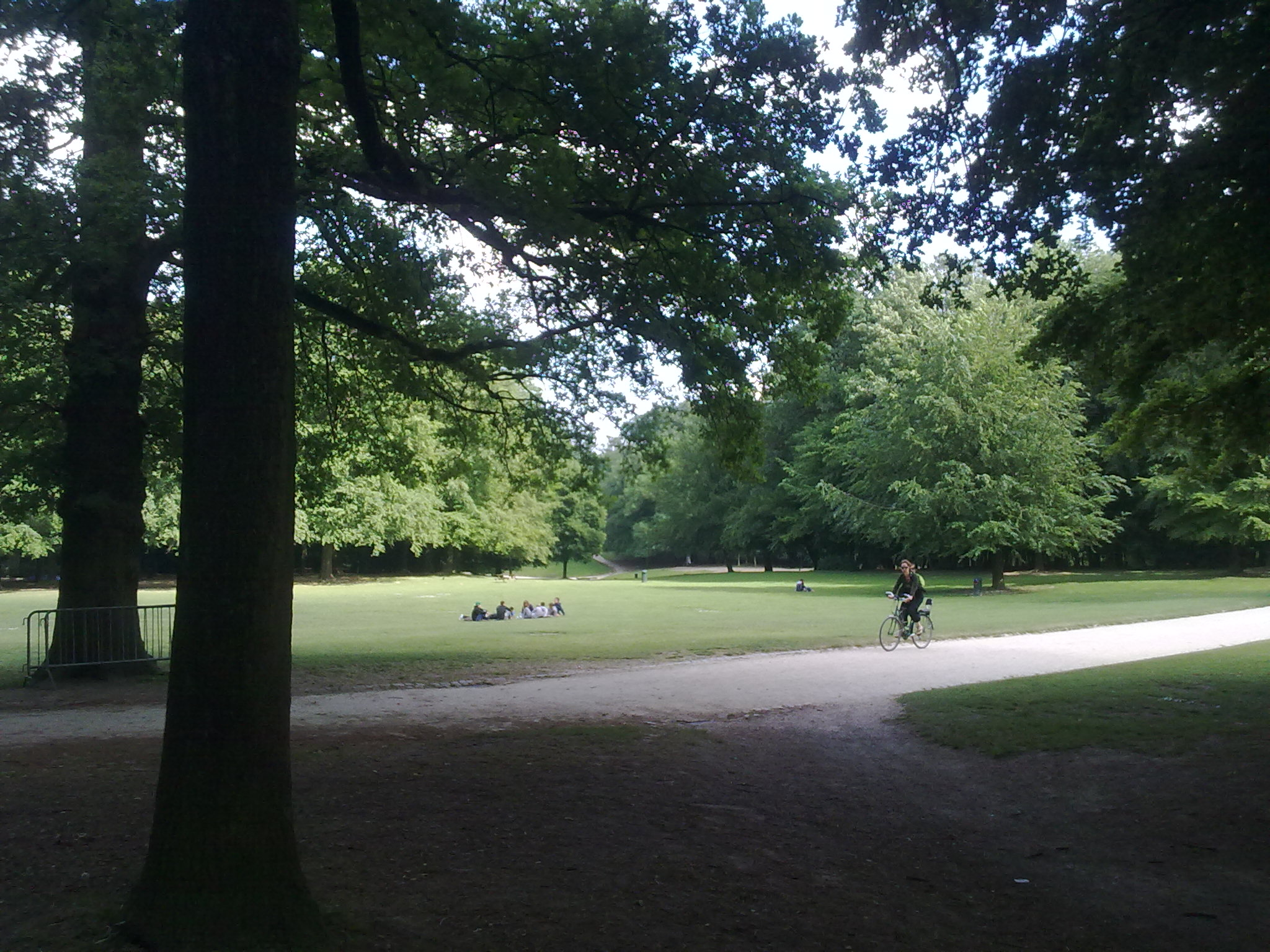
La Pelouse des Anglais con la quercia del 150º anniversario (dietro il ciclista).

Benché nato ufficialmente solo nel 1862, la prima attestazione storica connessa al Bois de la Cambre risale al 17 giugno 1815, quando i soldati inglesi vi giocarono una partita di cricket rimasta celebre nella storia perché svoltasi alla vigilia della battaglia di Waterloo. In realtà, quella che venne utilizzata per l'occasione fu solo una modesta radura nei pressi di Bruxelles appartenente all'ampia Foresta di Soignes, che all'epoca si estendeva per una cinquantina di km² a sud-est della capitale belga. Da allora quel terreno (oggi a oriente del viale di Diana e a sud della pista di pattinaggio) è noto come "Prato degli inglesi" (Pelouse des Anglais). A partire dal 18 giugno 1965, una targa e una quercia ricordano ai visitatori del parco lo storico avvenimento sportivo.

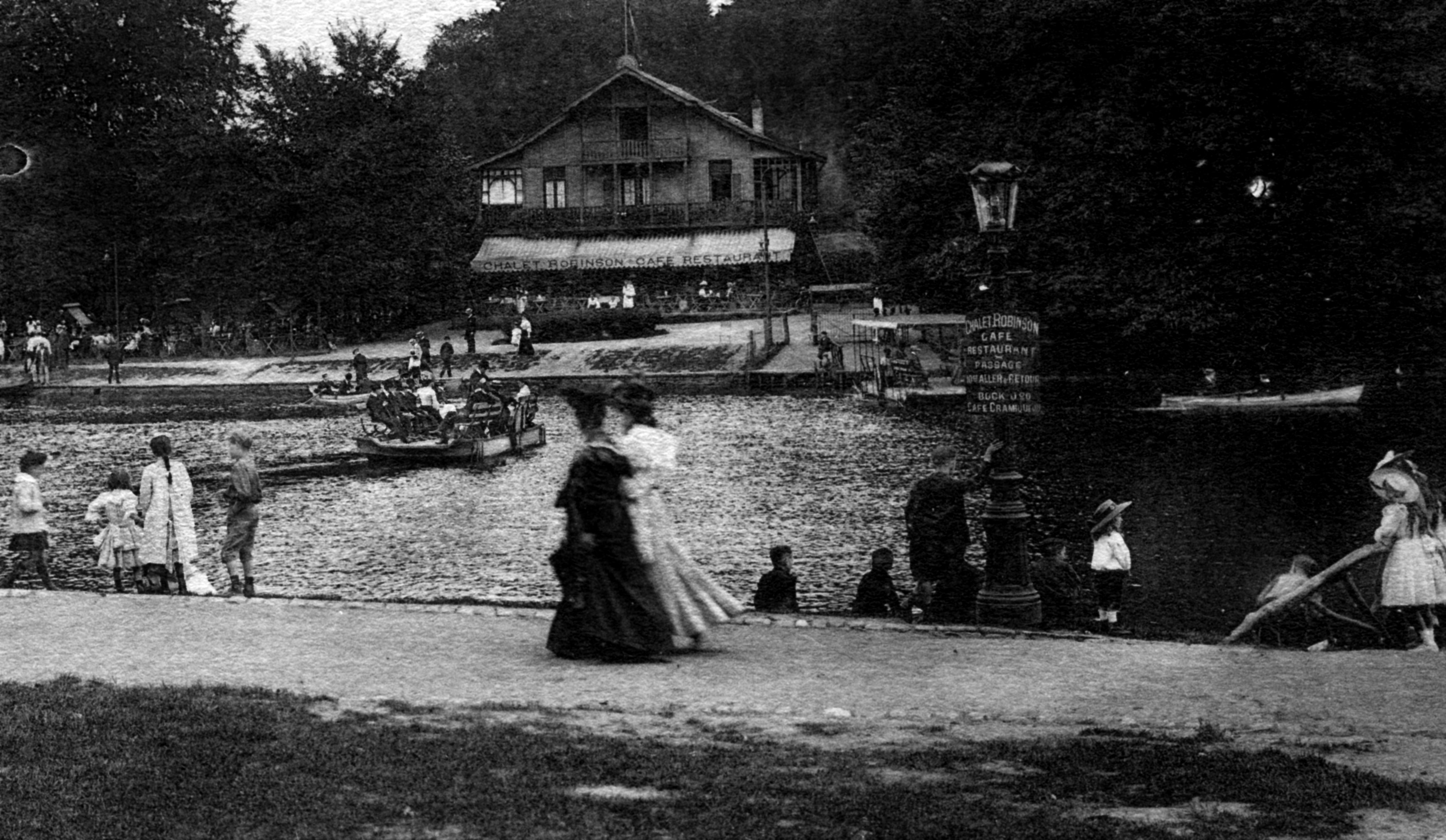
Il traghetto per l'isola artificiale Robinson con il caffè-ristorante Chalet Robinson, all'inizio del Novecento.

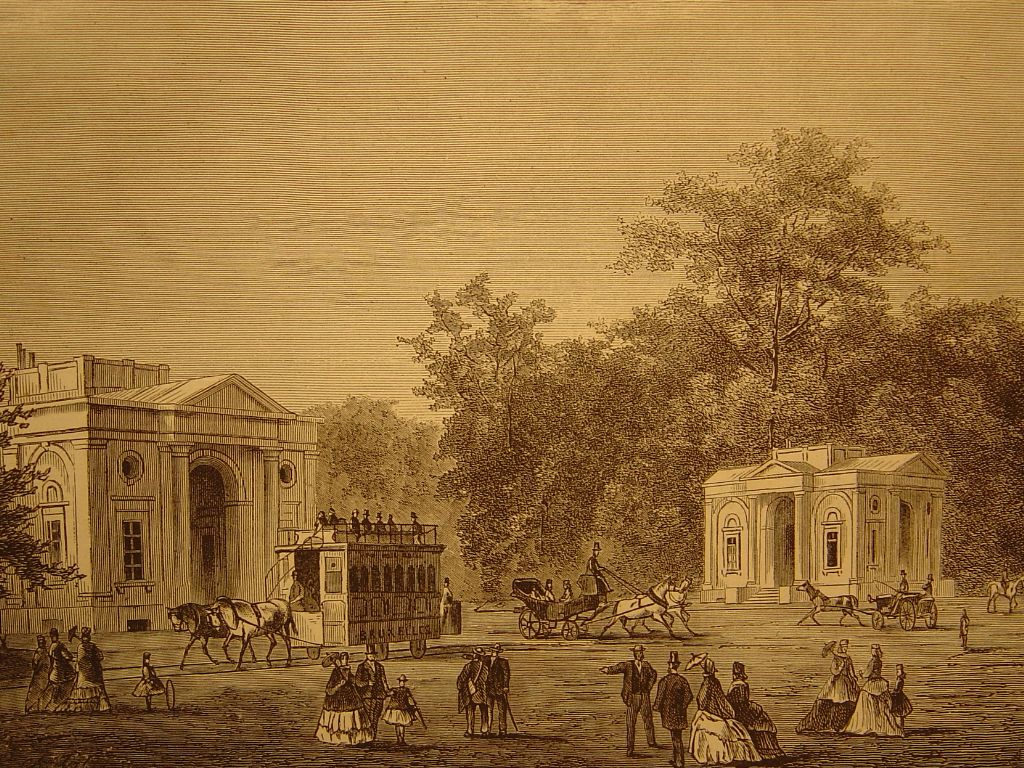
L'ingresso principale del Bois de la Cambre in un'incisione di Ch. Trumper (da L'Illustration Européenne del 1872).

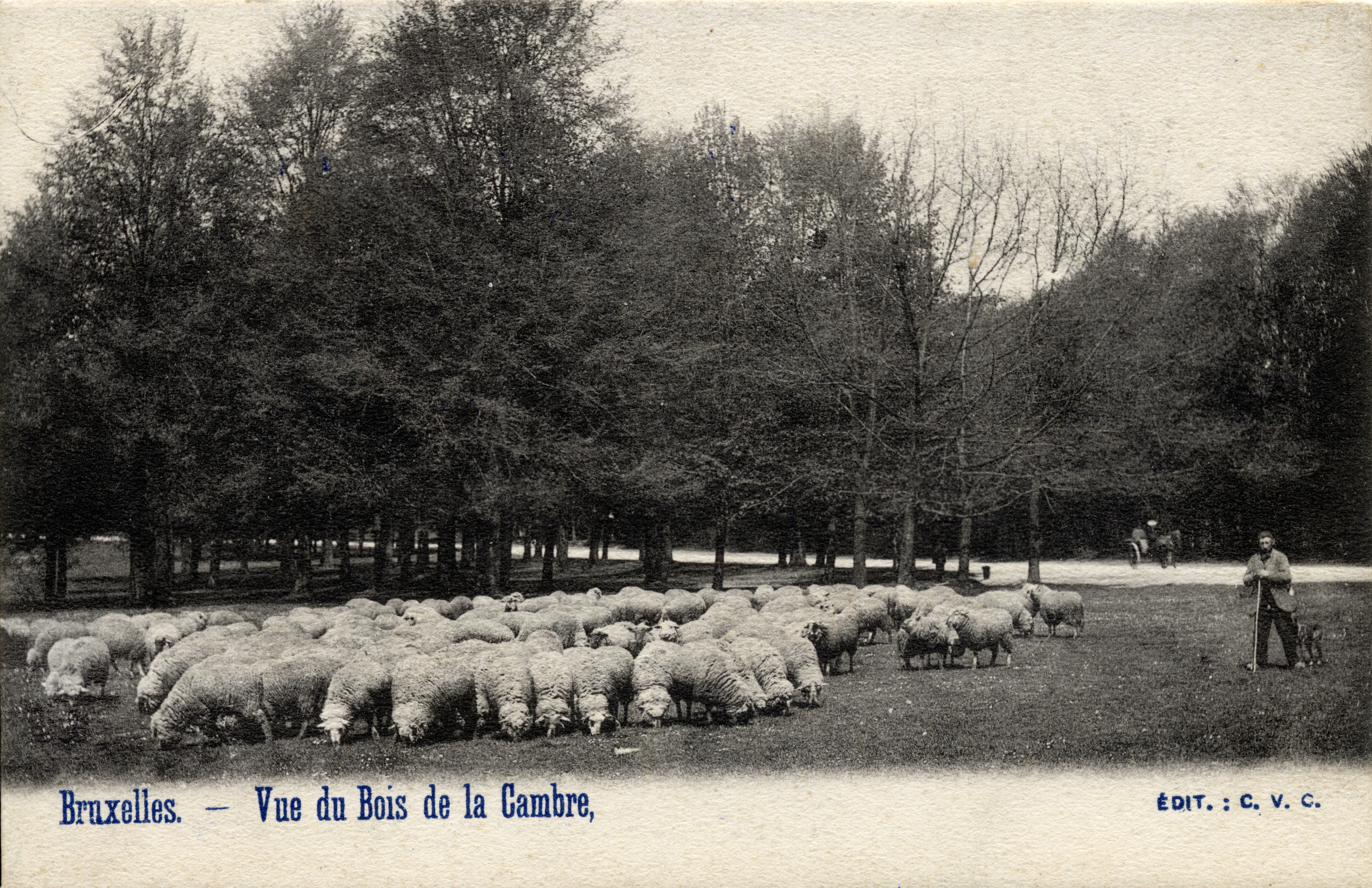
Un gregge al pascolo nel parco, all'inizio del Novecento.

In ogni caso, come detto, il Bois de la Cambre nacque formalmente solo nel 1862 dall'idea di un tedesco stabilitosi in Belgio, relativa a quella parte isolata della Foresta di Soignes racchiusa all'interno della città di Bruxelles. La progettazione del parco venne affidata a Edouard Keilig, un architetto di giardini nato in Sassonia nel 1827 che aveva vinto l'apposito concorso: Keilig distribuì gli spazi connotandoli "all'inglese", cioè secondo lo stile sviluppatosi appunto nel Regno Unito nel corso del Settecento che, in opposizione alle geometrie del giardino all'italiana, tendeva a imitare o assecondare la natura caratterizzandosi soprattutto per l'irregolarità della progettazione e della distribuzioni di alberature e percorsi, "irregolarità" intesa a offrire vedute e prospettive continuamente variate.
Il Bois de la Cambre divenne rapidamente il luogo d'incontri preferito degli abitanti di Bruxelles, un po' come il Bois de Boulogne a Parigi, anche per i numerosi locali e strutture di svago che ospitava: in particolare una "latteria" per bevande e spuntini, il caffè-ristorante Chalet Robinson sull'omonima isoletta nel lago artificiale, un velodromo per competizioni ciclistiche, una sala per spettacoli (oggi il Théâtre de Poche, all'ingresso del parco), un ippodromo per gare di ippica e percorsi per chi andava a cavallo.

## Oggi
Già ritenuto uno dei migliori parchi paesaggistici europei, nel 1976 è stato classificato come monumento storico da preservare. Ancora e soprattutto oggi, infatti, il Bois de la Cambre rappresenta un importante "polmone verde" per Bruxelles e, nonostante sia trascorso più di un secolo e mezzo dalla sua creazione, anche la sua funzione di svago cittadino non è mutata. Attualmente il parco ospita, oltre ai già citati Chalet Robinson e Théâtre de Poche, il night club Les Jeux d'Hiver (devastato da un incendio nel 2006 e poi ricostruito), maneggi per cavalli, una pista di pattinaggio a rotelle, attività di canottaggio e pesca. Nei periodi estivi, in determinate occasioni vengono organizzati avvenimenti sportivi, concerti all'aperto, sfilate di cavalli da tiro a coppie, spettacoli d'animazione e giochi per i bambini.

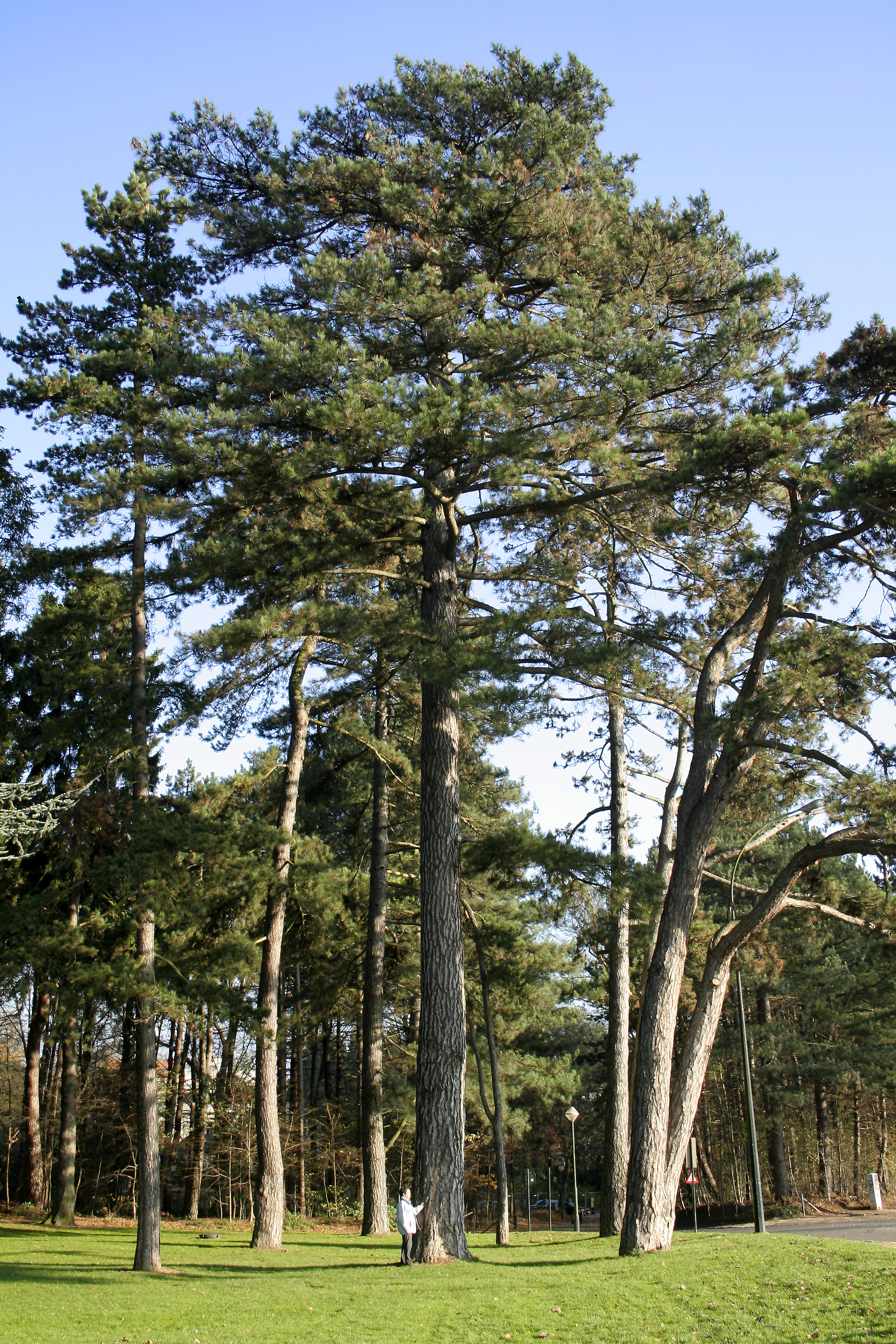
Un pino nero alto più di 30 m.

Ogni anno in primavera, inoltre, il Bois de la Cambre accoglie una manifestazione particolarmente importante per l'intero scautismo belga: la 24 heures vélo du Bois de la Cambre. Istituita nel 1985 (e abbinata dall'anno successivo a una gara "ridotta" per i lupetti: la 5 heures VTT), questa corsa ciclistica a staffetta costituisce infatti il più importante raduno annuale delle guide e degli scout del Belgio. Nelle ultime edizioni (esclusa quella del 2013, annullata per le pessime condizioni climatiche), il numero dei giovani partecipanti (dagli 8 ai 25 anni d'età) si è stabilizzato intorno alle 10.000 unità, provenienti da ogni angolo del paese. Collateralmente alla competizione in bicicletta, nel parco vengono organizzate una serie di attività d'animazione (sport, giochi, concerti ecc.) indirizzate ai giovani.
Il complesso di strade che attraversano la vasta area verde non serve unicamente alla viabilità interna al parco, ma offre anche alcune importanti vie di penetrazione in città e rappresenta allo stesso tempo un punto di passaggio essenziale fra i quartieri orientali e occidentali della zona sud di Bruxelles. In questo senso, il Bois de la Cambre costituisce una zona d'interscambio vitale per tutto l'agglomerato urbano, consentendo ai suoi abitanti di accedere rapidamente a vari punti nevralgici della città. Per questo motivo la questione della sua chiusura al traffico automobilistico ritorna regolarmente ad essere dibattuta..